# Средиземноморская черепаха
Средиземномо́рская черепа́ха, или греческая черепаха, или кавказская черепаха (лат. Testudo graeca) — вид черепах семейства сухопутных черепах.

## Таксономия
Вид был описан Карлом Линнеем в 1758 году. С того времени на основании морфологических данных было описано до 20 подвидов, однако последующие молекулярно-генетические исследования выявили несоответствие между ними и кладами мтДНК, поэтому в настоящее время из них признаётся лишь 10:
- Testudo graeca armeniaca Chkhikvadze & Bakradze, 1991 — Армения, Азербайджан, Грузия, Иран, Россия (Дагестан), Турция;
- Testudo graeca buxtoni Boulenger, 1921 — Иран, Турция;
- Testudo graeca cyrenaica Pieh & Perälä, 2002 — Ливия;
- Testudo graeca graeca Linnaeus, 1758 — Марокко;
- Testudo graeca ibera Pallas, 1814 — Армения, Азербайджан, Болгария, Грузия, Греция, Сербия, Косово, Молдова, Северная Македония, Румыния, Россия (Краснодарский край), Турция;
- Testudo graeca terrestris Forsskål, 1775 — Ирак, Израиль, Иордания, Ливан, Западный берег, Сирия, Турция;
- Testudo graeca marokkensis Pieh & Perälä, 2004 — Марокко;
- Testudo graeca nabeulensis Highfield, 1990 — Алжир, Ливия, Тунис;
- Testudo graeca whitey Bennett in White, 1836 — Алжир, Марокко, Испания;
- Testudo graeca zarudnyi Nikolsky, 1896 — Иран, возможно Афганистан, Пакистан и Туркменистан.

## Внешний вид
Размеры средиземноморских черепах разных подвидов отличаются. У западных подвидов (Testudo g. graeca, T. g. cyrenaica, T. g. marokkensis, T. g. nabeulensis и T. g. whitei) самцы мельче самок: в среднем карапакс у самцов достигает длины 13,5 см, а у самок 15,5 см, при максимальных значениях 19,3 и 24,8 см соответственно. У восточных подвидов (T. g. armeniaca, T. g. buxtoni, T. g. ibera, T. g. terrestris и T. g. zarudnyi) самки как правило несколько больше самцов, но примерно в 30 % популяций самцы достигают тех же размеров, что и самки, или даже превосходят их по размеру. Средняя длина карапакса у восточных подвидов в зависимости региона варьирует от 14,5 до 21,9 см у самок и от 13,5 до 24,1 см у самцов. При этом максимальные размеры достигают самцы восточных подвидов, в редких случая вырастая до 46 см.
Карапакс состоит из пяти позвоночных, 8 рёберных, 22 краевых (по 11 с каждой стороны), а также по одному шейному и надхвостовому щитку. Последний признак отличает средиземноморскую черепаху, от балканской, у которой надхвостовых щитка обычно два. Карапакс у западных подвидов выпукло-куполообразный, а сверху имеет овальную (у самок) или трапециевидную (у самцов) форму. Окраска желтовая, бледно-оливковая, коричневатая или красновато-коричневая с ассиметрично расположенными чёрными пятнами и полосами по краям щитков. Часто пятна находятся по центру позвоночных и рёберных щитков. Окраска ювенильных особей в целом повторяет окраску взрослых, но у подвидов Testudo g. graeca и T. g. marokkensis чёрные пятна в центре щитков обычно отсутствуют. У восточных подвидов выделяют два крайних варианта формы карапакса: уплощённый и округлый, как у среднеазиатской черепахи, характерный для степных роющих экотипов, и куполообразный трапециевидный, характерный для мезофильных средиземноморских экотипов. Тем не менее, в некоторых популяциях, например в Дагестане, на одних и тех же территориях могут встречаться черепахи обоих фенотипов. Окраска карапакса восточных подвидов очень разнообразна: от однотонно чёрной (более характерна для роющего экотипа) до напоминающего окраску западных подвидов с контрастными тёмными пятнами на светлом фоне, однако в отличие от западных черепах пятна восточных менее выражены, а основной фон более светлый (золотисто-жёлтый, оранжевый или горчично-коричневый).

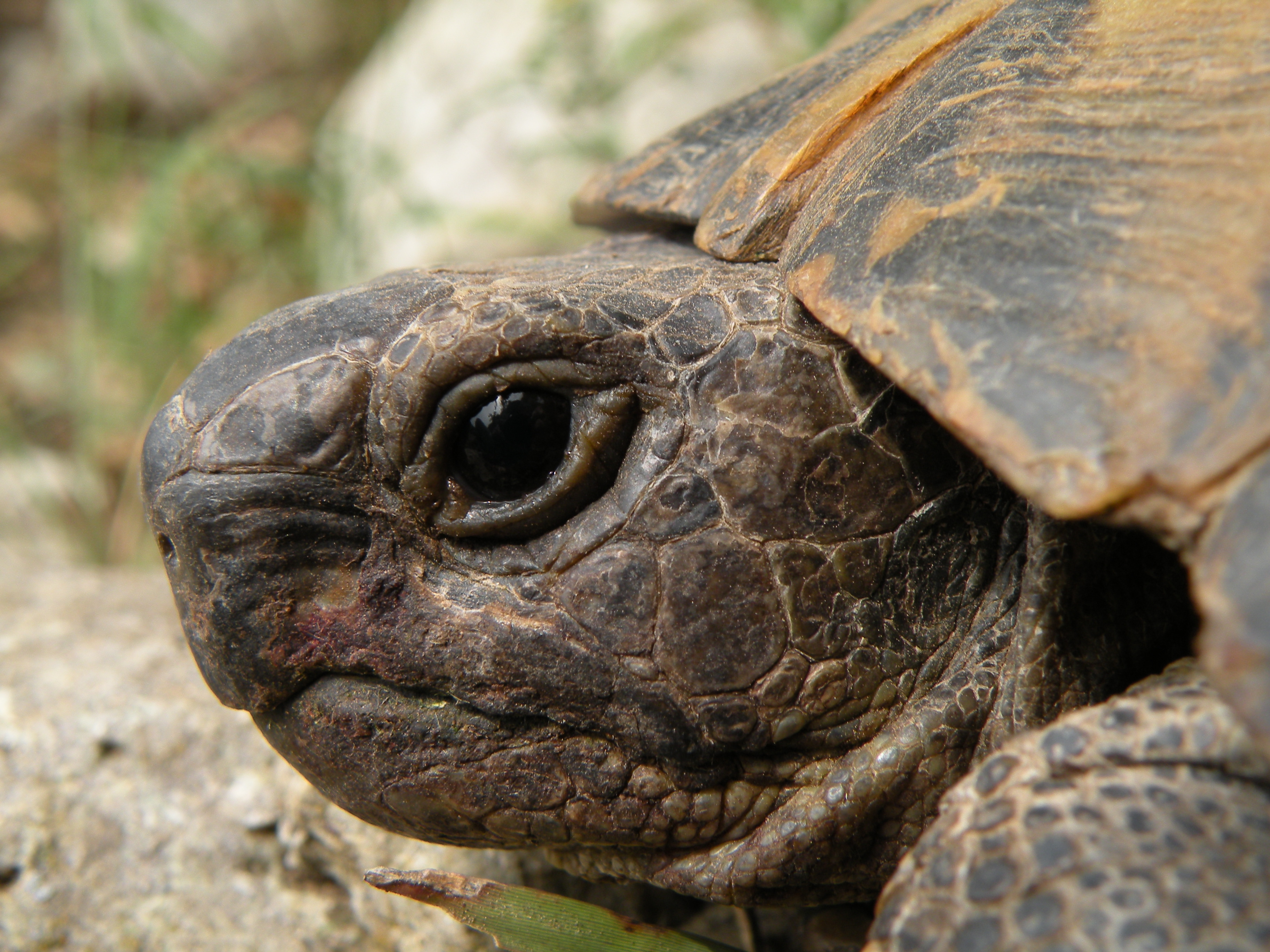
Голова средиземноморской черепахи

Пластрон состоит из шести пар щитков, из которых самыми большими являются брюшные. Окраска щитков у западных подвидов светлая или желтоватая с нерегулярными чёрными пятнами. У восточных подвидов она, как правило, светлая с вытянутыми вдоль продольной оси тела чёрными пятнами, иногда более или менее симметричными и образующими полосы, но может быть однотонно тёмная. У восточных черепах средиземнорского фенотипа ксифипластроны подвижные. При этом в Дагестане этот признак встречается у черепах обоих фенотипов. У самцов пластрон вогнут в центральной части, а надхвостовая пластинка ложкообразно выпуклая.

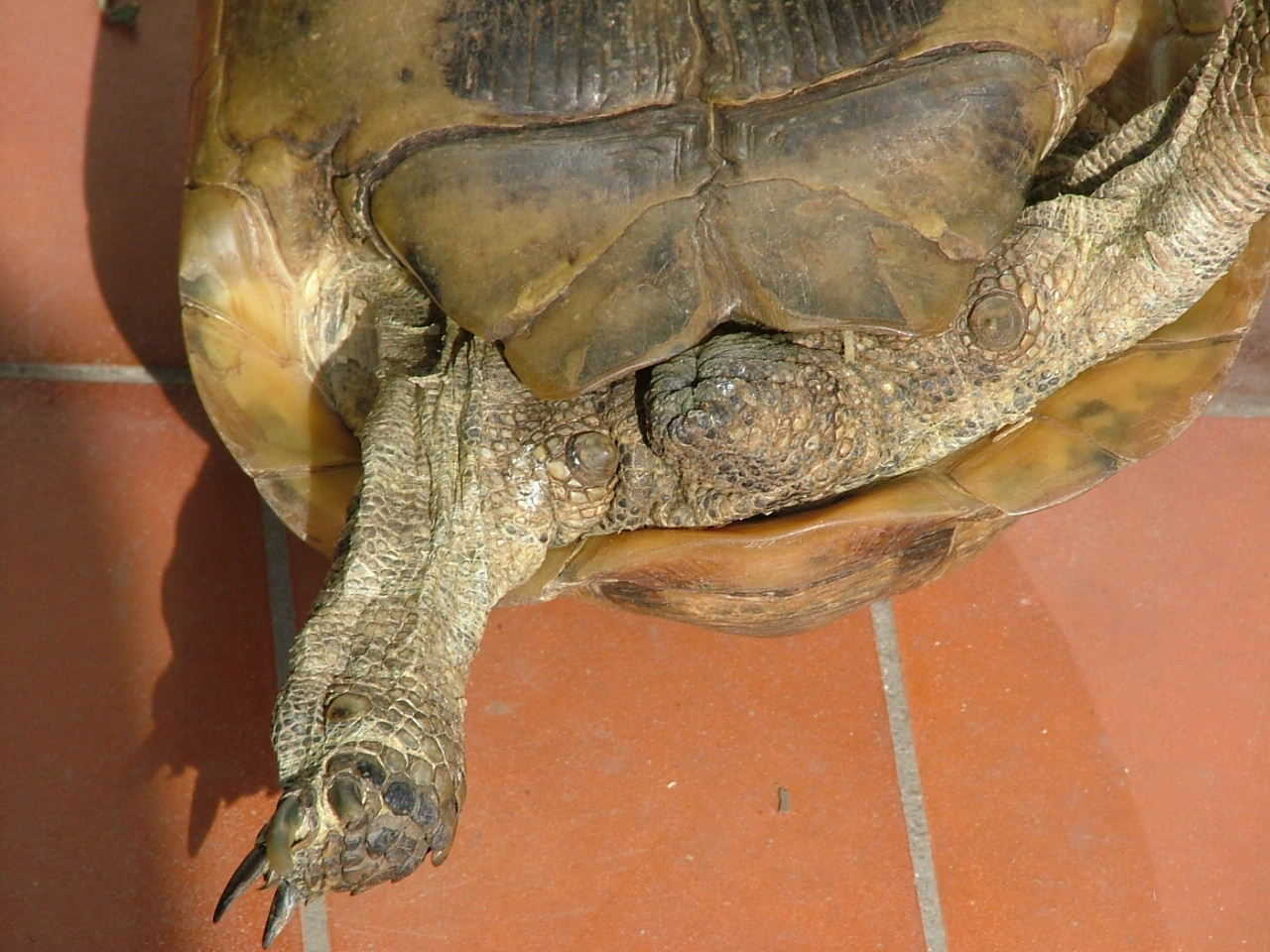
Роговой бугор на задней стороне бедра

Голова закруглённая и тёмная, но некоторые чешуйки жёлтые. Вдоль побережья юго-восточной Турции, Ливана и Израиля обитают черепахи с частично или почти полностью жёлтыми головами, из-за чего ранее их выделяли в отдельные подвиды T. g. antakyensis и T. g. floweri. Глаза мелкие, зрачки плохо заметны. Клюв обычно тёмный, трёхвершинный и слегка крючковатый. Шея светло-коричневая или тёмная.
Конечности покрыты крупными накладывающимися друг на друга остроконечными чешуями, расположенными в 3—6 продольных рядов. На передних лапах пять когтей, в то время как на задних — четыре. На задней стороне бёдер расположен роговой бугор, но у 23 % черепах номинативного подвида он отсутствует. Конечности обычно светлоокрашенные с большим количеством тёмных чешуй на концах, но могут быть полностью тёмными.

## Ареал
Средиземноморская черепаха распространена в Северной Африке, Южной Европе и Передней Азии. В Северной Африке она встречается в Марокко (от Антиатласа до Тингитанского полуострова, на севере Алжира (не заходя в пустыню Сахара), на всей территории Туниса, кроме его аридной южной части, и на севере Ливии, где её ареал разрывается на две части, разделённые заливом Сидра: на северо-востоке страны он доходит до Налута, а на северо-западе ограничен узкой прибрежной полосой между Бенгази и Тобруком. В юго-западной Европе вид обитает на юге Испании (в национальном парке Доньяна, в Мурсии, Альмерии и возможно Малаге), а также на островах Мальорка, Форментера и Сардиния.
В юго-западной Европе и юго-западной Азии средиземноморская черепаха распространена практически непрерывно от южной Сербии и Северной Македонии на западе до юго-восточного Ирана на востоке. В Греции она обитает на северо-востоке материковой части страны, а также на многих островах Эгейского моря (Калимнос, Кос, Лемнос, Лесбос, Самос, Самотраки, Сими, Тасос и Хиос). В Болгарии встречается по всей стране, кроме северо-западной её части. В Румынии — в низменной части и на побережье Чёрного моря. В Турции вид занимает практически всю территорию страны, кроме крайнего северо-востока. В Грузии он обитает на Черноморском побережье на юг до Пицунды, а также от центральной и южной частей страны до границы с Азербайджаном, в котором он встречается повсеместно, включая территорию Апшеронского полуострова. В России черепаха встречается на черноморском побережье Кавказа от Анапы до государственной границы на юге, а также в Дагестане в Приморской низменности до устья Самура на границе с Азербайджаном. В Армении — от долины Аракса и далее на север. В Иране вид широко распространён, доходя на восток до границы с Пакистаном. В Ираке известен только на севере. В Сирии занимает прибрежные равнины на западе, в Ливане — в горах около побережья, в Иордании — на северо-западе, в Изриале и Палестине придерживается средиземноморских ландшафтов, не заходя в Негев и Иудейскую пустыню.
За пределами естественного ареала средиземноморская черепаха интродуцирована в центральную и южную Испанию, южную Францию, некоторые части Италии (Тоскана, Лацио, Калабрия) и Греции, на острова Тенерифе, Мальта, Сицилия, Сардиния, Айос-Эфстратиос, Крит, Гавдос, Икария, Карпатос, Китнос, Милос, Миконос, Родос, Саламин и Скиатос.

## Места обитания
Обитает преимущественно на территориях со средиземноморским климатом, предпочитая открытые ландшафты от полупустынь до альпийских лугов и сельскохозяйственных угодий, но может встречаться и по краям широколиственных лесов и в открытых хвойных лесах. Западные подвиды встречаются на территориях с влажным или полуаридным климатом (типы Csa и Bsh-Bsk по классификации Кёппена), хотя в южном Тунисе они также занимают пояс субтропических пустынь (тип Bwh по Кёппену). Восточные подвиды, кроме зон средиземноморского и континентально-средиземноморского климата, распространены в холодном и тёплом степных поясах и, локально, в областях субтропических пустынь (типы BWh, BSk-BSh, Csa, Cfa, и Dsa по Кёппену). В более аридных районах они сменяются среднеазиатской и египетской черепахой.
Биотопическая приуроченность вида достаточно разнообразна. Так, в Северной Африке он встречается в мезофильных дубовых лесах (в основном из дуба пробкового), термофильных кустарниковых сообществах, степях, дюнах и на сельскохозяйственных полях. На Пиренейском полуострове он приурочен к полуаридным ландшафтам с годовым уровнем осадком около 260—290 мм, преимущественно на холмах с обильной травянистой и кустарниковой растительностью и в разреженных лесах сосны алеппской. На Сардинии средиземноморская черепаха встречается преимущественно в прибрежных дюнах с псаммофитной растительностью, перемежающейся с плотными кустарниковыми формациями мастикового дерева, хамеропса, розмарина и можжевельника. На Балканах и островах Эгейского моря обитает в сухих открытых биотопах, таких как степи, фригана и кустарниковые сообщества, а также по краям ксерофитных дубовых лесов и в открытых хвойных лесах. В местах совместного обитания с балканской черепахой предпочитает более сухие и местообитания с более разреженной растительностью. В восточной Анатолии встречается у подножий гор, где роет норы. На Кавказе населяет шибляки, песчаные дюны, степи, полупустыни и пойменные леса. В Иордании обитает в смешанных лесах из сосны алеппской и дуба калепринского с подлеском из земляничного дерева красного, оливы и терпентинного дерева, где черепаха занимает опушки с обильной лесной подстилкой.

## Питание
Рацион в природе состоит преимущественно из сухой растительности и листьев и цветков сезонных растений из семейств Амариллисовые, Астровые, Бобовые, Яснотковые, Свинчатковые и Злаки, их семян, плодов культивируемых человеком растений (рожкового дерева, граната, инжира, винограда и абрикоса), иногда также животных (червей, улиток, личинок жуков и падаль). В фекалиях черепах из Марокко были найдены остатки 34 видов растений, хотя основу рациона составляло лишь пять видов из родов Астрагал, Кульбаба, Лядвенец, Мальва и Люцерна. На юге страны также отмечено поедание культивируемой Опунции (Opuntia maxima). В Алжире черепахи питаются в основном растениями из семейств Бобовые, Астровые, Первоцветные и Гвоздичные, в том числе ядовитыми для жвачных млекопитающих. Отмечено, что в рационе молодых черепах доля животной пищи больше, чем у взрослых. В Испании черепахи питаются 81 видом растений из 26 семейств, преимущественно бобовых, астровых и ситниковых, а также насекомыми, падалью и помётом. Для двух видов растений (Lavandula stoechas и Hypochaeris glabra) показано, что после поедания средиземноморской черепахой всхожесть семян увеличилась, что может говорить об участии этого вида в их распространении. В Румынии рацион черепах состоит из листьев и цветков 25 видов растений из родов Лебеда, Амарант, Одуванчик, Клевер, Люцерна, Лядвенец, Дубровник, Ежа, Dichanthium, Овсяница, Мятлик, Горец, Лютик, Земляника, Шиповник, Подмаренник и Виноград и плодов Кизила обыкновенного, Груши и Сливы. Наиболее часто черепахи поедают молодые листья Чистяка, Одуванчика, Лядвенца, Клевера, Люцерны, Горца, злаков, Осота и Дубровника. Молодые особи также потребляют известняк в качестве источника кальция. В Дагестане рацион в предгорных районах разнообразнее, чем на Каспийском побережье, включая растения из 16 семейств против 9 семейств. Здесь черепахи питаются сначала цветками, затем сочными листьями и стеблями. Весной они предпочитают эфемерные и эфемероидные растения, после цветения которых они переходят на питание другими видами. Летом растительность выгорает, и черепахи поедают злаки либо прекращают питаться вовсе. Осенью они питаются суккулентными травами из семейств Подорожниковые, Яснотковые, Пролесковые, Гречишные, Ирисовые, Вьюнковые, Бурачниковые, Виноградовые и Розовые.

## Размножение

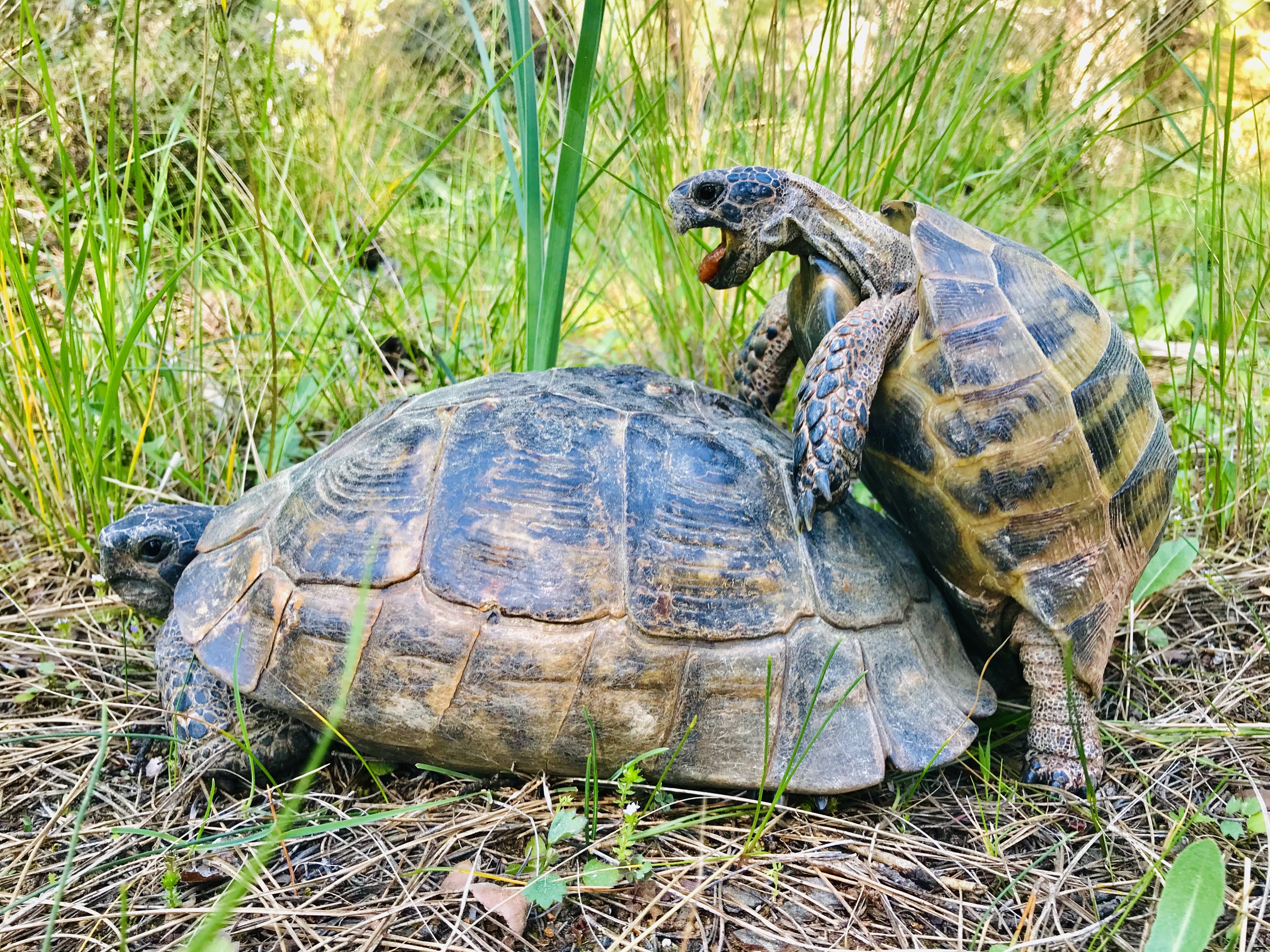
Спаривание средиземноморских черепах

Начало брачного сезона совпадает со временем выхода из зимовки и на протяжении ареала варьирует от января до мая. Ещё один период спаривания в зависимости от условий климата может наблюдаться с июля по октябрь. После пробуждения из зимовки самцы начинают активно искать самок. Во время ухаживания самец преследует самку, ударяет её своим панцирем и пытается вскарабкаться на неё, а иногда кусает. Когда самка перестаёт убегать от самца, он забирается на неё вертикально, и происходит спаривание.
В разных частях ареала откладка яиц происходит с апреля по начало июля. Самки откладывают от 1 до 8 яиц (в среднем 3,44 в южном Марокко, 3,5 в Испании и 2,33 в центральной Турции), с твёрдой скорлупой в вырытые ими гнездовые камеры. В северной Греции их размеры варьируют от 23×33 до 48×49 мм, в центральной Турции они составляют в среднем 31,4×35,5 мм, в Дагестане — 32—36 мм в диаметре, в центральном Иране — 31,6-34,9×43,4—45,9 мм, а в Испании — в среднем 33,9×28 мм в диаметре. Масса яиц варьирует от 14 до 33 г. Инкубация обычно занимает 2—3 месяца, по прошествии которых молодые черепахи появляются на поверхности, хотя в России, на северном пределе ареала, черепашата выходят лишь следующей весной.

## Хищники и паразиты
На взрослых черепах могут охотиться крупные хищные птицы, псовые и другие крупные млекопитающие, в то время как детёныши поедаются также крупными ужеобразными змеями и ящерицами, совами, врановыми и куньими. Среди хищников отмечены каспийский и краснобрюхий полозы, желтопузик, серый варан, серый сорокопут, ворон, белый аист, филин, домовый сыч, беркут, змееяд, чёрный коршун, испанский могильник, могильник, обыкновенный стервятник, белогрудый ёж, обыкновенная генета, барсук, египетский мангуст, каменная куница, полосатая гиена, бурый медведь, обыкновенная лисица, собака, обыкновенный шакал, волк, енотовидная собака, кабан. Крупные птицы скидывают взрослых черепах с высоты на камни, чтобы разбить панцирь. Яйца могут поедаться грызунами, сороками и воронами.
На черепахах могут паразитировать иксодовые клещи видов Hyalomma aegyptium, H. marginatum, H. excavatum, и H. scupense, а также, на Балканах, в местах совместного обитания с балканской черепахой, личинки и нимфы Haemaphysalis sulcata. Чаще всего клещи прикрепляются к задним ногам.
Среди одноклеточных паразитов отмечали простейших Entamoeba testudinis, Haemoproteus anatolicum H. caucasica, H. ibera, Hemolivia mauritanica, Leishmania infantum, Monocercomonas testudinis, Opalina zasukhini, Plasmodium smirnovi, Proteromonas ophisauri и Theileria sp. и бактерий Babesia microti, Coxiella burnetii, Rickettsia africae и R. aeschlimannii.
В кишечнике находили нематод Alaeuris numidica, Angusticaecum holopterum, Atractis dactyluris, A. holopterum, Mehdiella microstoma, M. stylosa, M. uncinata, Tachygonetria conica, T. dentata, T. longicollis, T. microlaimus, T. numidica, T. palearcticus, T. pusilla, T. robusta и Thaparia thapari.

## Отношения с человеком
При археологических раскопках в окрестностях села Дуранкулак были найдены остатки карапакса средиземноморской черепахи, датированные примерно 4000 лет до нашей эры. Это может свидетельствовать о поедании вида людьми в то время. В Израиле черепахи использовались в пищу людьми с середины плейстоцена, особенно  во времена существования натуфийской культуры (около 12 тысяч лет назад) и до Неолитической революции. В Сирии и Ливане XVIII века черепахи продавались на рынках для употребления в пищу, а восточные христиане пили кровь этих животных в Великий пост. В горах Загроса в Иране черепах иногда употребляют в пищу местные скотоводческие племена.

## Галерея

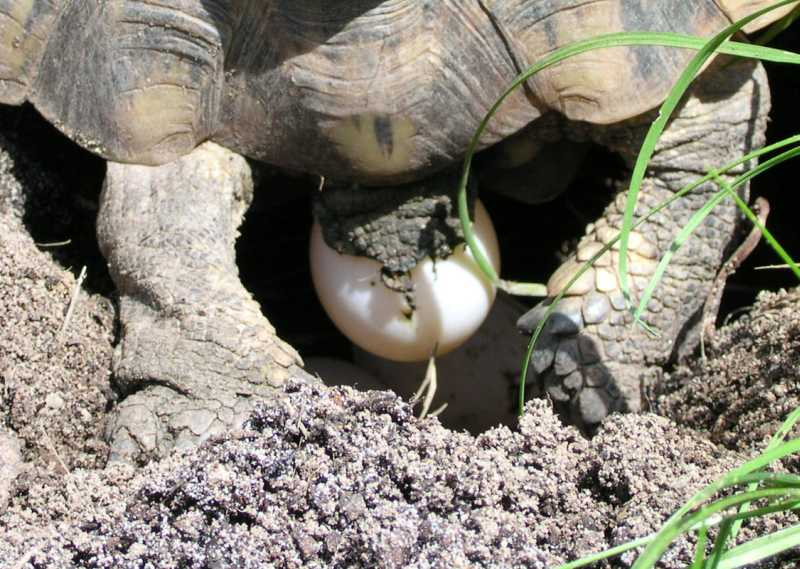
Откладка яиц средиземноморской черепахой
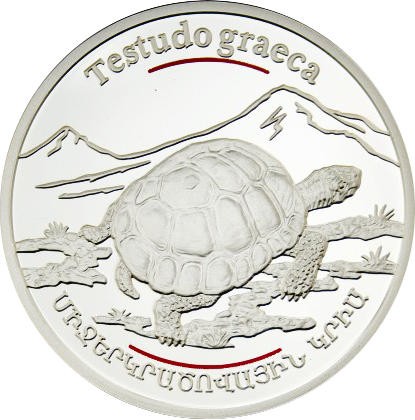
Средиземноморская черепаха на памятной монете Армении
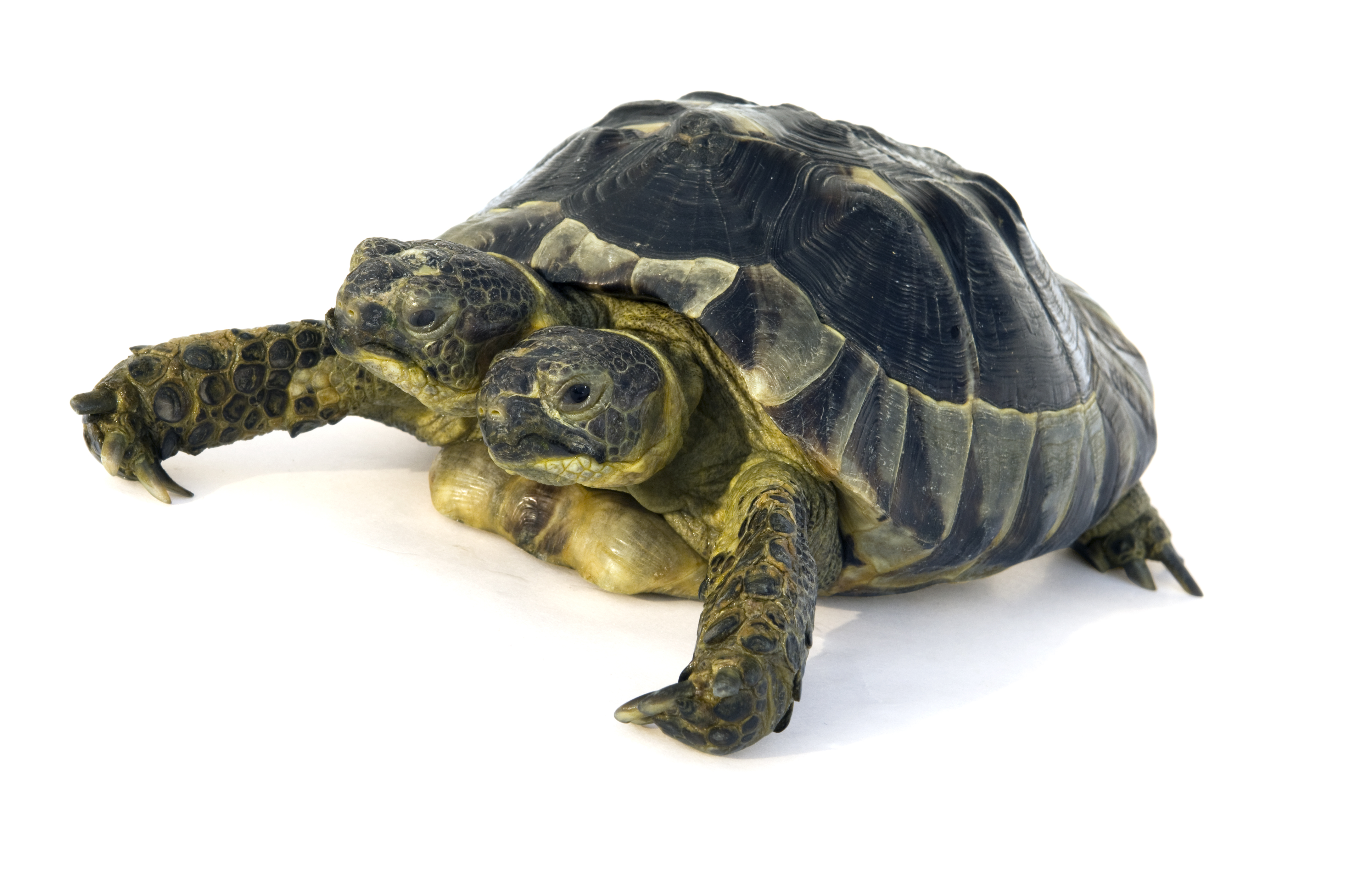
Двухголовая средиземноморская черепаха по кличке Янус